# Schwarzer Berg bei Krummasel
Der Schwarze Berg bei Krummasel ist ein Naturschutzgebiet in der niedersächsischen Gemeinde Küsten in der Samtgemeinde Lüchow (Wendland) im Landkreis Lüchow-Dannenberg.
Das Naturschutzgebiet mit dem Kennzeichen NSG LÜ 180 ist 3 Hektar groß. Es liegt rund neun Kilometer nordwestlich von Lüchow (Wendland), zwischen den Ortschaften Tüschau und Krummasel, innerhalb des Naturparks Wendland.Elbe im Bereich des Niederen Drawehn.
Es handelt sich um eine aufgelassene Sandgrube am Rande des Schwarzen Berges, einer Grundmoräne der Saalekaltzeit. In der Sandgrube hat sich ein Sandtrockenrasen angesiedelt. Am Rand der Sandgrube ist der Rest eines trockenen Stieleichen-Birkenwaldes erhalten. Daneben stockt Kiefernwald, zum Teil mit Laubwaldbeimischung, in dem Gebiet.
Das Gebiet steht seit dem 2. Mai 1990 unter Naturschutz. Zuständige untere Naturschutzbehörde ist der Landkreis Lüchow-Dannenberg.